# Schiffsnummer

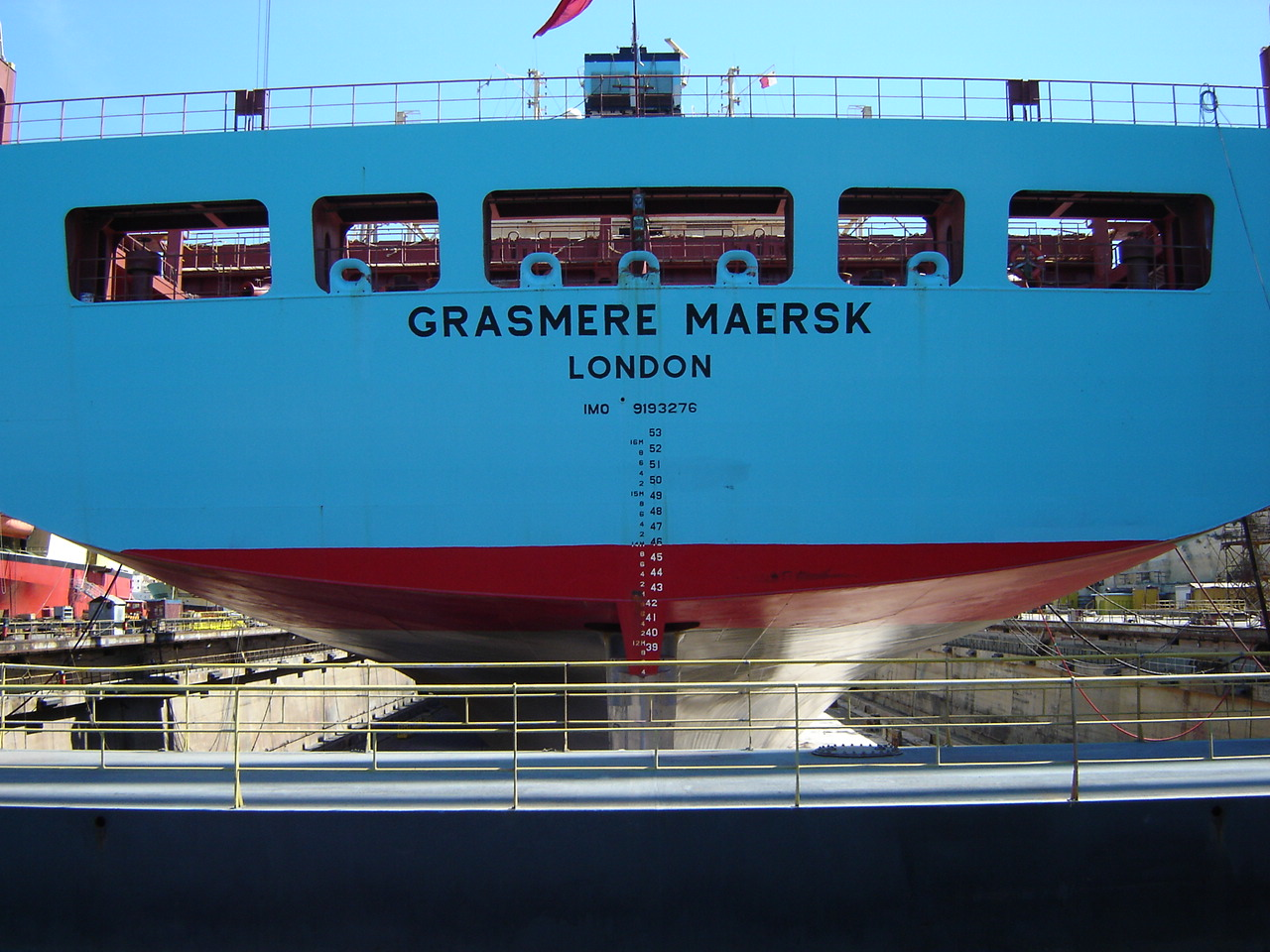
Containerschiff Heckansicht, Tiefgangsmarke (Ahming), IMO-Nr. (Schiffsnummer) Mooringdeck mit Winden und Tauklüsen

Eine Schiffsnummer dient zur einwandfreien Identifizierung eines Schiffes.

## IMO-Nummer

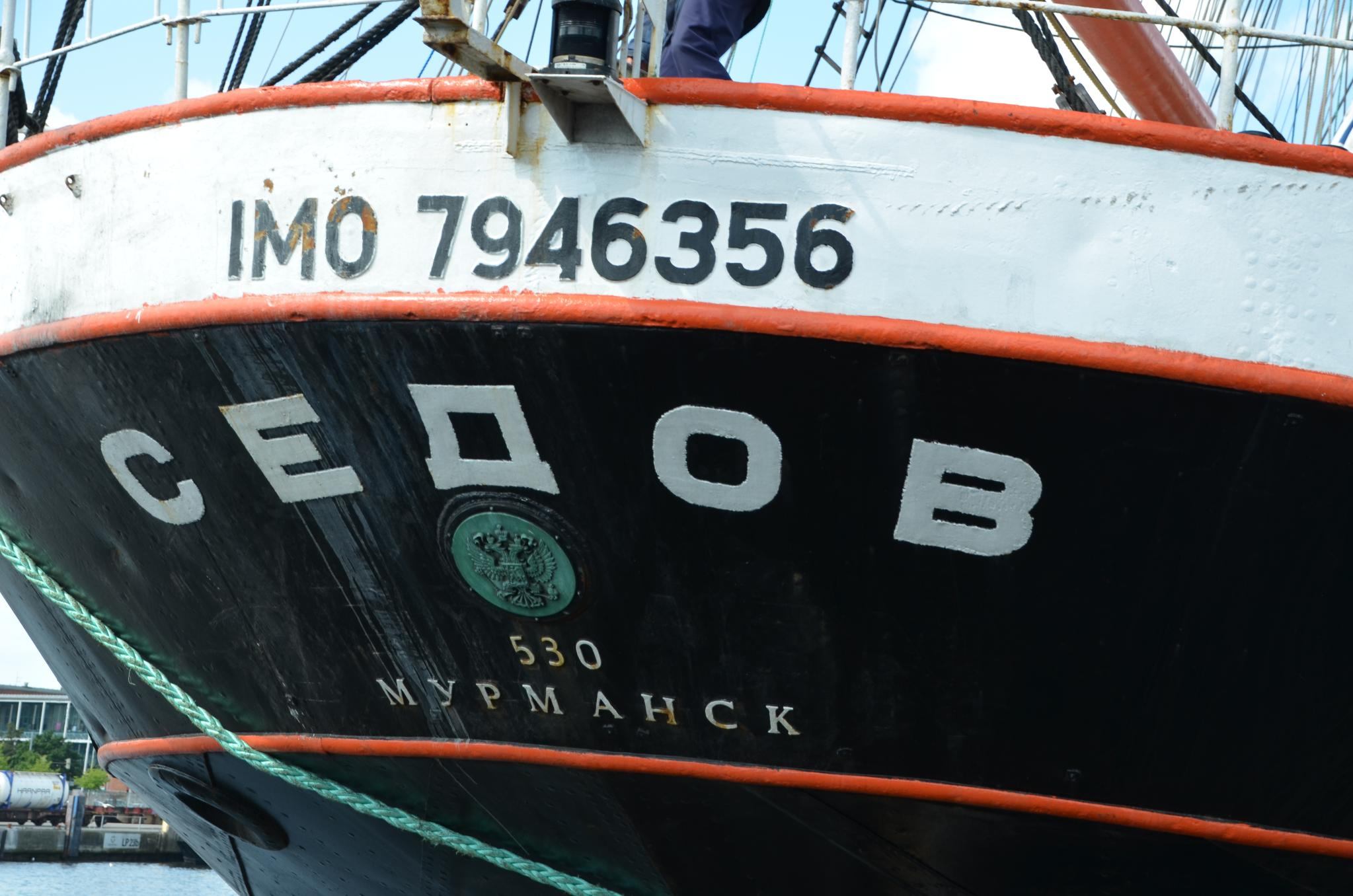
Modern trifft Alt: IMO-Nummer am Heck des Viermasters Sedov (ex-Magdalene Vinnen II, 1921)

Die Internationale Seeschifffahrts-Organisation (International Maritime Organization – IMO) führte 1987 in ihrer Resolution A.600(15) die Vergabe einer IMO-Nummer zur Verbesserung der maritimen Sicherheit, der Verhütung von Umweltverschmutzung und der Verhinderung von Betrug ein. Die IMO-Nummer besteht aus dem Kürzel „IMO“ und einer siebenstelligen numerischen Folge, z. B. „IMO 5245434“. Sie wird einmalig vergeben, kommt nicht wieder zum Einsatz und ist daher vergleichbar mit der Fahrgestellnummer eines Kraftfahrzeugs. Sie begleitet das Schiff vom Baubeginn (Kiellegung) bis zur Verschrottung beziehungsweise einem anderen Ende des Schiffes unabhängig von Eigner- oder Flaggenwechsel. Die Vergabe und Verwaltung der IMO-Nummer geschieht im Auftrag der IMO. Zunächst war dafür Lloyd’s Register of Shipping zuständig, auf dessen internem Registernummernsystem das IMO-Nummernsystem aufbaut. Heute wird die Vergabe durch das Informationsunternehmen IHS Fairplay durchgeführt.
Die IMO-Nummer wird vergeben an gewerbliche Schiffe mit einer Bruttoraumzahl von mindestens 100, mit folgenden Ausnahmen:
- Schiffe ohne mechanischen Antrieb
- Freizeit-Yachten
- Spezialschiffe, z. B. Feuerschiffe, SAR-Schiffe
- Schuten
- Tragflächenboote, Luftkissenfahrzeuge
- Schwimmdocks
- Kriegsschiffe (Schiffe der Deutschen Marine sind im Schiffsnummernverzeichnis aufgelistet)
- Schiffe aus Holz
- Fischereifahrzeuge

Seit etwa 2002 besteht die Auflage, die IMO-Nummer physisch dauerhaft angebracht sowohl außen am Schiffsrumpf als auch im Maschinenraum zu führen. Sie wird in der Regel nach der Bestätigung des Bauauftrags des Schiffes zugeteilt.

## Lloyd’s Register
Die Klassifikationsgesellschaft Lloyd’s Register vergab für ihre Zwecke eine eindeutige Nummer, die jetzt in der IMO-Nummer aufgegangen ist. Früher war Lloyd’s Register der Ansprechpartner für die Vergabe von IMO-Nummern, heute werden diese von IHS Fairplay vergeben. 

## MMSI
Die Maritime Mobile Service Identity ist die Rufnummer einer Seefunkstelle im GMDSS. Wenn ein Schiff mehrere GMDSS-fähige Funkgeräte an Bord hat, so haben diese dieselbe MMSI-Nummer. Dies gilt auch für Notfunkbaken.

## ENI – European Number of Identification
Seit 2007 gibt es die ENI-Nummer, die European Number of Identification, eingedeutscht Einheitliche Identifikationsnummer, umgangssprachlich „Europanummer“, die für alle Binnenschiffe in Europa vorgeschrieben ist.

## Militärische Kennungen

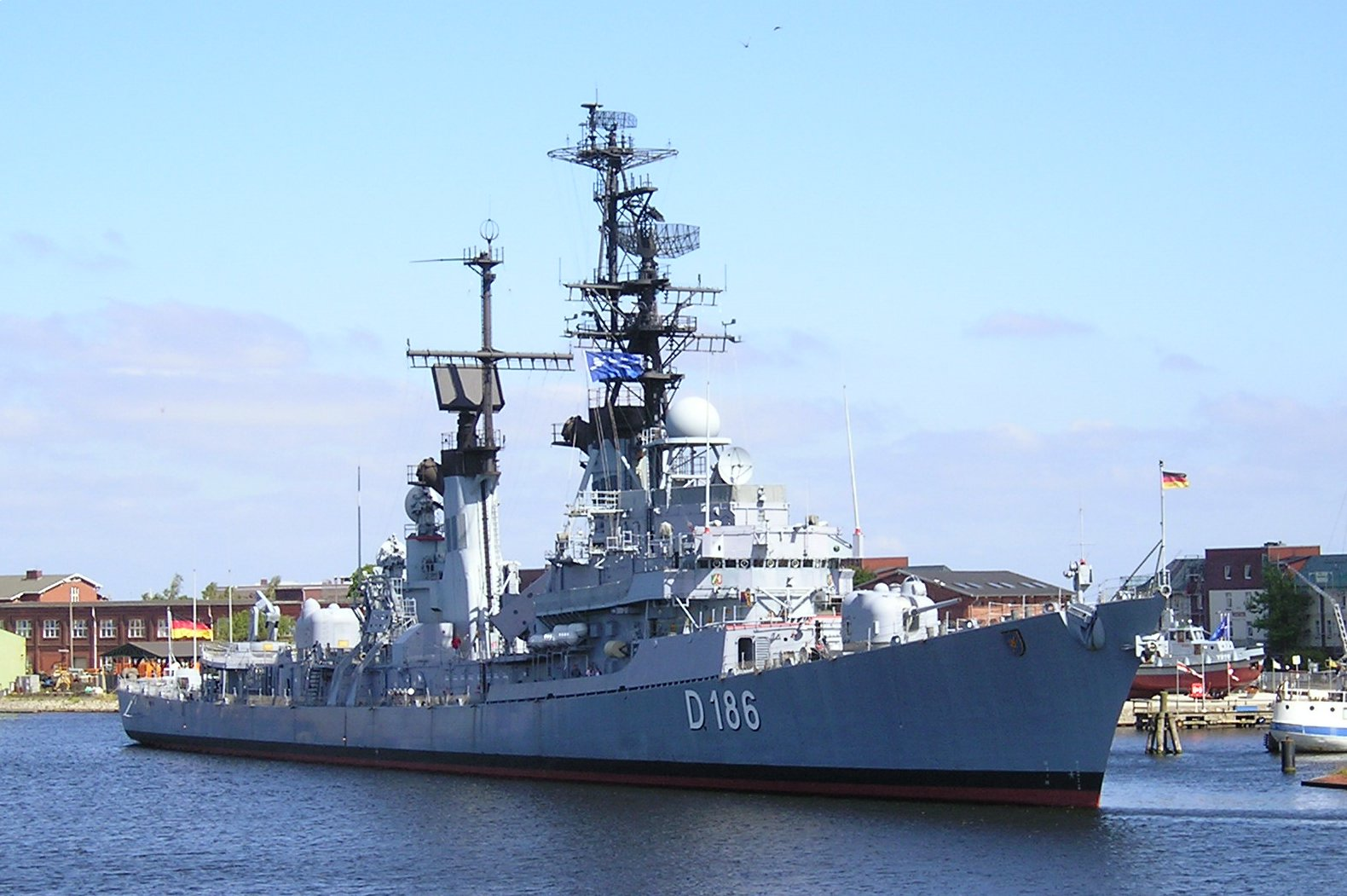
Zerstörer Mölders mit dem Optischen Kennzeichen „D 186“ und U.S. DRAF als Signalflaggen am Schornstein

Kriegsschiffe führen neben ihrem Namen, der häufig nur recht klein oder auch auf separaten Schildern angebracht wird, eine Kennung. Diese besteht häufig aus einem Buchstaben zur Klassifikation des Schiffes (Schnellboot, Minenleger, Zerstörer etc.) und einer Kennnummer, siehe Schiffskennung.

## Unterscheidungssignal
Das Unterscheidungssignal wird in Deutschland mit der Eintragung ins Schiffsregister einem Seeschiff zugeteilt. Es ist gleichzeitig sein Rufzeichen (englisch call sign) im Seefunk und besteht aus einer Folge von vier Buchstaben, wobei die ersten beiden Buchstaben dem Bereich „DA“ bis „DR“ entstammen.

## Registernummer
Eine Seeschiffsregisternummer (SSR). In das deutsche Schiffsregister werden Seeschiffe eingetragen, die berechtigt oder verpflichtet sind, die deutsche Bundesflagge zu führen. Dabei wird eine Schiffregisternummer zugeteilt.

## Fischereikennzeichen

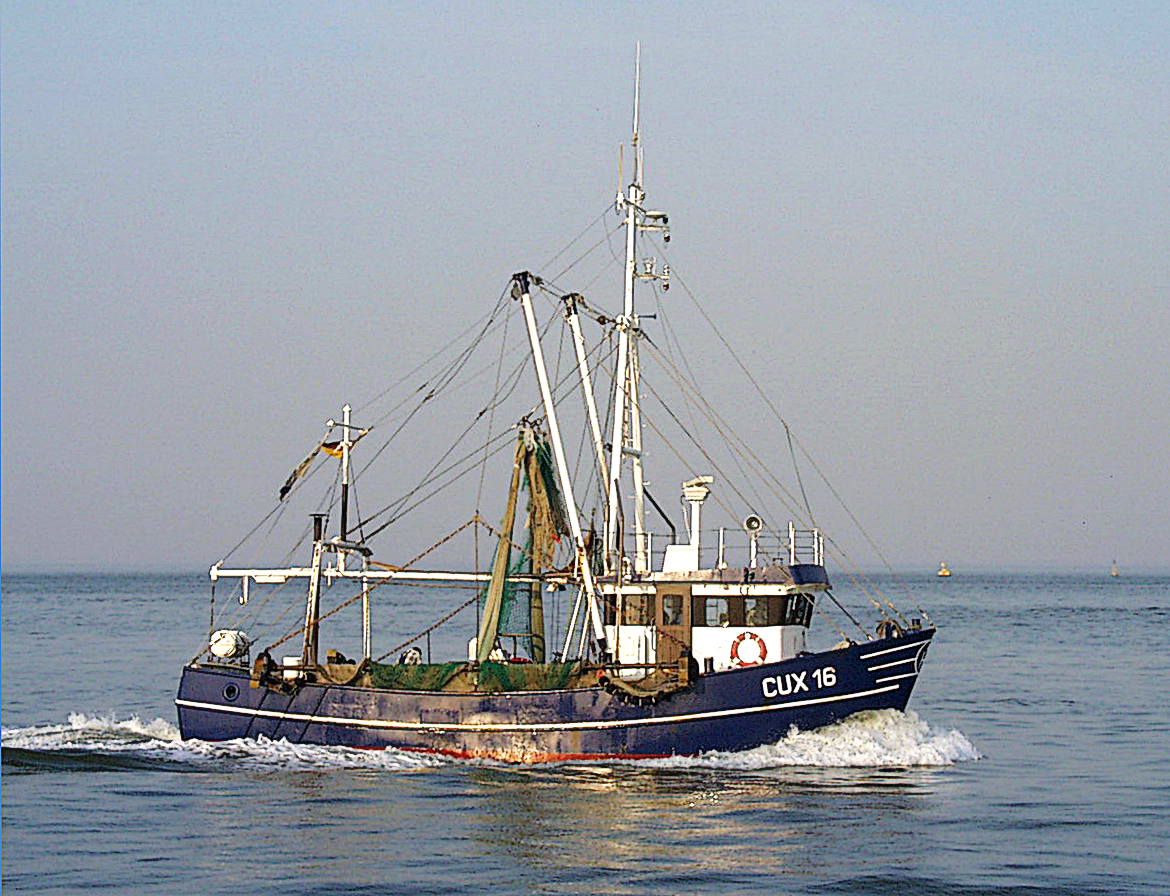
Fischereikennzeichen

Fischereikennzeichen sind vorgeschriebene Kennzeichen und Nummern der Fischereifahrzeuge, die den Heimathafen mit Buchstaben und das Fahrzeug mit einer Registriernummer bezeichnen.
Die steigende Zahl der Fischereifahrzeuge in der Nord- und Ostsee führte 1882 zu einer Konvention der Anrainerstaaten über eine „Polizeiliche Regelung der Hochseefischerei in der Nordsee“, die nach der Verkündung im Reichsgesetzblatt 1884 in Deutschland eingeführt wurde.
Beispiel: Fischereifahrzeug Nauke HF 17 – Demnach stammt die Nauke aus Hamburg-Finkenwerder und ist das 17. dort registrierte Fischereifahrzeug.

## HIN
Die Hull Identification Number (kurz: HIN) ist eine am Rumpf (engl. Hull) angebrachte Schiffsnummer an Sportbooten.